# Laguna del Silencio
La laguna del Silencio es una represa natural, formada en las aguas de pequeñas quebradas que corren al pie del volcán Doña Juana. La zona actualmente es un área natural protegida y hace parte del Parque nacional natural Complejo Volcánico Doña Juana-Cascabel.

## Localización y geografía
La laguna del Silencio se ubica al pie del volcán Doña Juana, en el corregimiento de Las Mesas (jurisdicción del municipio El Tablón de Gómez), en la zona noreste del departamento de Nariño. La geografía hace parte de la cordillera Central, por tal razón se presentan terrenos escarpados recubiertos con vegetación propia de climas fríos dado a la altura del terreno.

## Actividad humana
El Silencio es una vereda del corregimiento de Las Mesas, y tal como su nombre lo indica es un lugar tranquilo donde la actividad humana es mínima, sus paisajes lo componen grandes extensiones de selva vírgenes y páramos, adornados con fuentes de agua que recorren irrumpiendo el silencio natural.

## Biodiversidad
La laguna del Silencio es un punto clave para el avistamiento de especímenes animales y vegetación en su estado natural. En cuanto a la fauna se destaca el oso de anteojos, danta de páramo y venado conejo, además en sus aguas se encuentra en estado natural la trucha arcoíris. En cuanto a la flora se encuentran pequeños arbustos, musgos de páramos y la planta quitasol en grandes extensiones.